# Майкл Ганнінг
Майкл Ганнінг (29 квітня 1994) — ямайський плавець. Учасник Чемпіонатів світу з водних видів спорту 2017 і 2019 років. На обох чемпіонатах змагався на дистанціях 200 метрів батерфляєм і 200 метрів вільним стилем.

## Особисте життя
Ганнінг здійснив камінг-аут як гей під час участі в реаліті-шоу «The Bi Life» на «E! Entertainment», що зробило його першим відкритим спортсменом-геєм у національній збірній Ямайки Під час шоу він пояснив, що хоче надихнути більше людей бути самими собою в спорті та бути прикладом для наслідування для молодих ЛГБТ-спортсменів. Пізніше він отримав нагороду Pride Award на церемонії Attitude Pride Awards 2019 за зусилля, спрямовані на підвищення видимості ЛГБТ у всьому світі в спорті.
Після завершення змагань з плавання в 2022 році Ганнінг поїхав на Ямайку з Томом Дейлі для документального фільму BBC One «Том Дейлі: Незаконно бути мною». Коли його запитали про його досвід,він розповів про залякування та ненависть, які він отримував після того, як визнав себе геєм, і про його цілі щодо підтримки ЛГБТ-спільноти в майбутньому.
Ганнінг постійно відстоює права ЛГБТ і психічне здоров'я у спорті, і відкрито говорив про це в багатьох публікаціях ЗМІ.